# 卫怀廷
卫怀廷（1929年4月—2018年1月5日），山西沁县人，中华人民共和国政治人物。

## 生平
1944年11月参加八路军，1948年加入中国共产党。担任凉山军分区政治部保卫助理员、九团保卫股长，参加临汾战役、晋中战役、太原战役。后跟随部队参加兰州战役、西宁战役、成都战役。1959年，由部队转业，进入重庆市公安局。1971年，任中共重庆市委办公厅保卫处副处长。1977年9月，调任重庆市江北区委政法委员会专职副书记。2018年1月5日逝世，享年89岁。